# Rederijkerskamer der Weerde Drie Santinnen
De rederijkerskamer der Weerde Drie Santinnen was een literair gezelschap in Brugge, gesticht in de vijftiende eeuw. Ze verdween in de negentiende eeuw, om in de tweede helft van de twintigste eeuw te worden heropgericht, maar ook weer te verdwijnen.

## Geschiedenis
In 1428 werd een eerste rederijkerskamer in Brugge opgericht onder de naam De Heilige Geest en met als kenspreuk Mijn werk is hemelic. Deze kamer was uitsluitend bestemd voor poorters van de stad Brugge en had zijn lokaal in een stadsgebouw, de Poortersloge. 
Het was onvermijdelijk dat een tweede rederijkerskamer tot stand zou komen, bestemd voor vrijlaten of burgers van het Brugse Vrije. De vereniging werd voor het eerst vermeld in een document gedateerd 1474 onder de naam de Weerde Drie Santinnen, met als kenspreuk Die lijdt verwint en het lokaal bevond zich in het 'Loove' of paleis van het Brugse Vrije.
De 'drie santinnen' die als patroon werden ingeroepen waren de heiligen Maria-Magdalena, Catharina en Barbara. In de loop van de volgende eeuwen had deze vereniging minstens zoveel uitstraling als de hoofdkamer van de Heilige Geest.
Eduard de Dene en Cornelis Everaert behoorden tot de kamer van de Drie Santinnen.
De Drie Santinnen richtte regelmatig poëziewedstrijden in, hetzij onder de eigen leden, hetzij open voor alle rederijkers van de verschillende kamers. 
De wedstrijd van het jaar 1700 kende groot succes, maar werd na de prijsuitdeling een reden voor heftige twisten tussen Michiel de Swaen de hoofdman van de kamer van Duinkerke en het bestuur van de Drie Santinnen.
Tot in de Franse tijd hield de Kamer het vol, ook al was hij toen minder actief dan het 'Heilig Kruis'. Regelmatig volgden bevel- en prijskaarten elkaar op tot in 1823. In januari 1823 stierf hoofdman Maximiliaan de Peellaert. Het bestuur herdacht hem plechtig. Onduidelijk is of met hem het bindend element verdween. Alvast is over de Kamer in de volgende jaren niets meer te vernemen.
In 1836 was er duidelijk een heropleving, met een nieuw bestuur en nieuwe statuten. Maar toen in 1841 een bescheiden toelage werd gevraagd aan de stad, die nochtans vele duizenden spendeerde aan de schouwburg en aan het Franstalig toneel, kwam een negatief antwoord. Dit lijkt het signaal te zijn geweest dat maakte dat de 'Drie Santinnen' er definitief mee ophield.

## Heropstanding
In november 1944 stond Firmin Raes (1907-1987) aan de wieg van de Vriendenkring La Brugeoise. Hij was beroepshalve actief op de inkoopafdeling van deze belangrijke Brugse onderneming en werd verantwoordelijk voor de culturele en sportieve activiteiten die zich ontwikkelden in en rond het daartoe bestemd chalet op het bedrijfsterrein. Een van de voornaamste activiteiten was de toneelgroep. Raes was er actief in als stichtend lid, bestuurslid, acteur en regisseur.
In 1952 nam Raes het initiatief om aansluiting te zoeken bij de Soevereine Rederijkerskamer De Fonteine en de vraag te stellen of de toneelgroep de naam en de traditie zou kunnen heropnemen van de Rederijkerskamer van de Weerde Drie Santinnen. Dit werd toegestaan en het was onder deze prestigieuze historische naam van de Weerde Drie Santinnen dat voortaan verder werd gewerkt.
Firmin Raes zorgde voor een eigen lokaal voor de Kamer. Hij kocht in de Balstraat drie bouwvallige oude huisjes aan, restaureerde en bemeubelde ze. Daar kon worden vergaderd, gerepeteerd en ook tentoonstellingen georganiseerd.
In september 1962 kwam, vanwege het gebrek aan voldoende spelers, een einde aan de toneelwerking van de Drie Santinnen, behalve dan dat er nog gastvertoningen werden georganiseerd met andere toneelgroepen.
Hiermee verminderden de activiteiten van de Kamer en werd het eigen lokaal overbodig. Firmin Raes richtte de voormalige huisjes in tot één geheel en maakte er zijn eigen woning van. Hij was hiermee pionier in het aantonen dat dergelijke huisjes van het 'godshuistype' niet hoefden te worden afgebroken maar best een nieuwe toekomst als comfortabele woning konden krijgen, meteen een bijdrage leverend tot de schilderachtige schoonheid van de oude stad.
De Kamer vond een nieuwe activiteit door het overnemen in 1963 van het ingeslapen poppentheater Den Uyl. Het trad voortaan op onder de naam Poppentheater der Drie Santinnen Den Uyl. Met hoogten en laagten werd tijdens de volgende twee decennia veel of minder opgetreden bij talrijke verenigingen. De laatste voorstelling vond plaats in Sijsele op 4 december 1982.